# 亜細亜大学
亜細亜大学（あじあだいがく、英語: Asia University）は、東京都武蔵野市境5丁目8番に本部を置く日本の私立大学。1941年創立、1955年大学設置。大学の略称は亜大（あだい）、亜細亜（あじあ）。

## 概観

### 大学全体

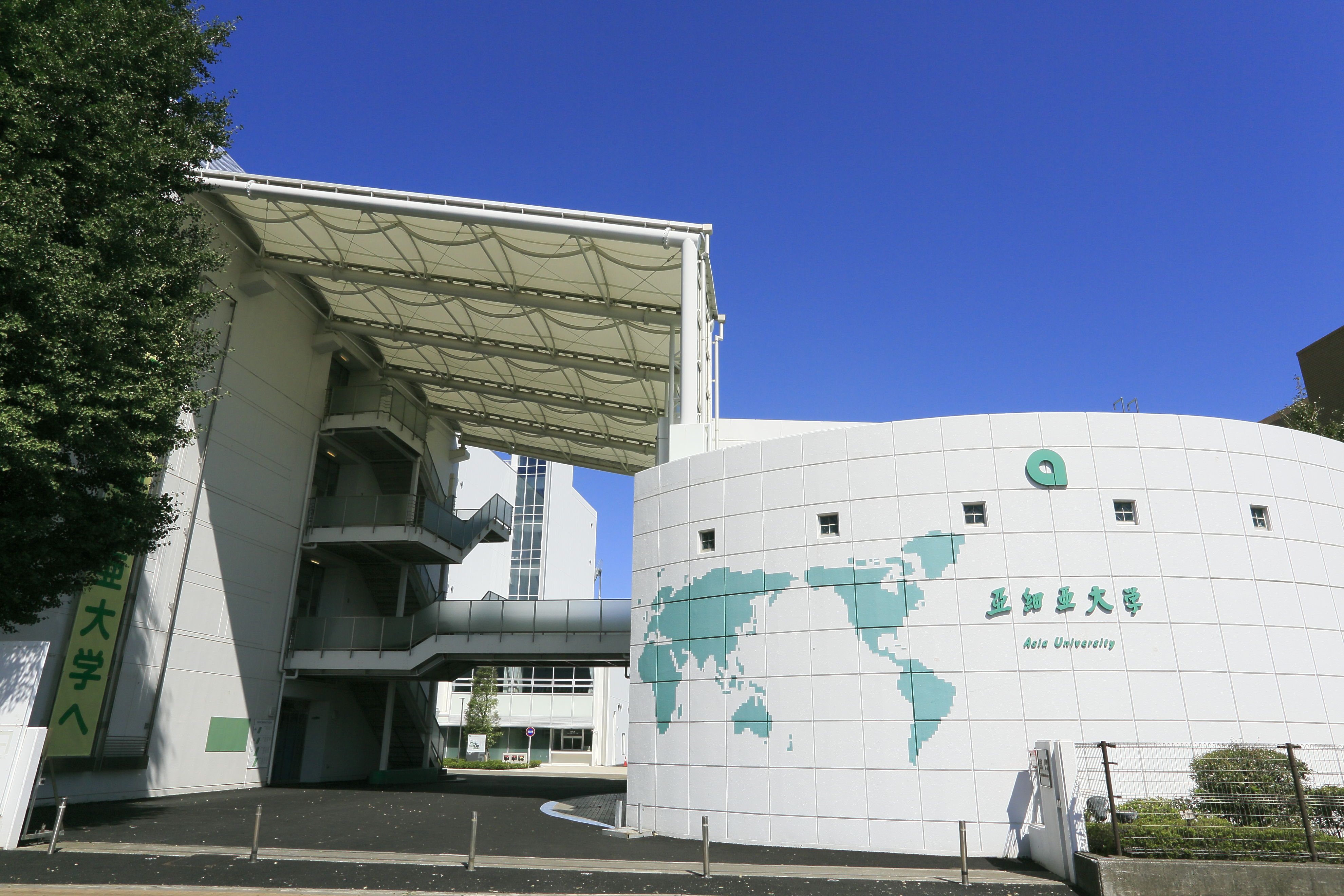
南門

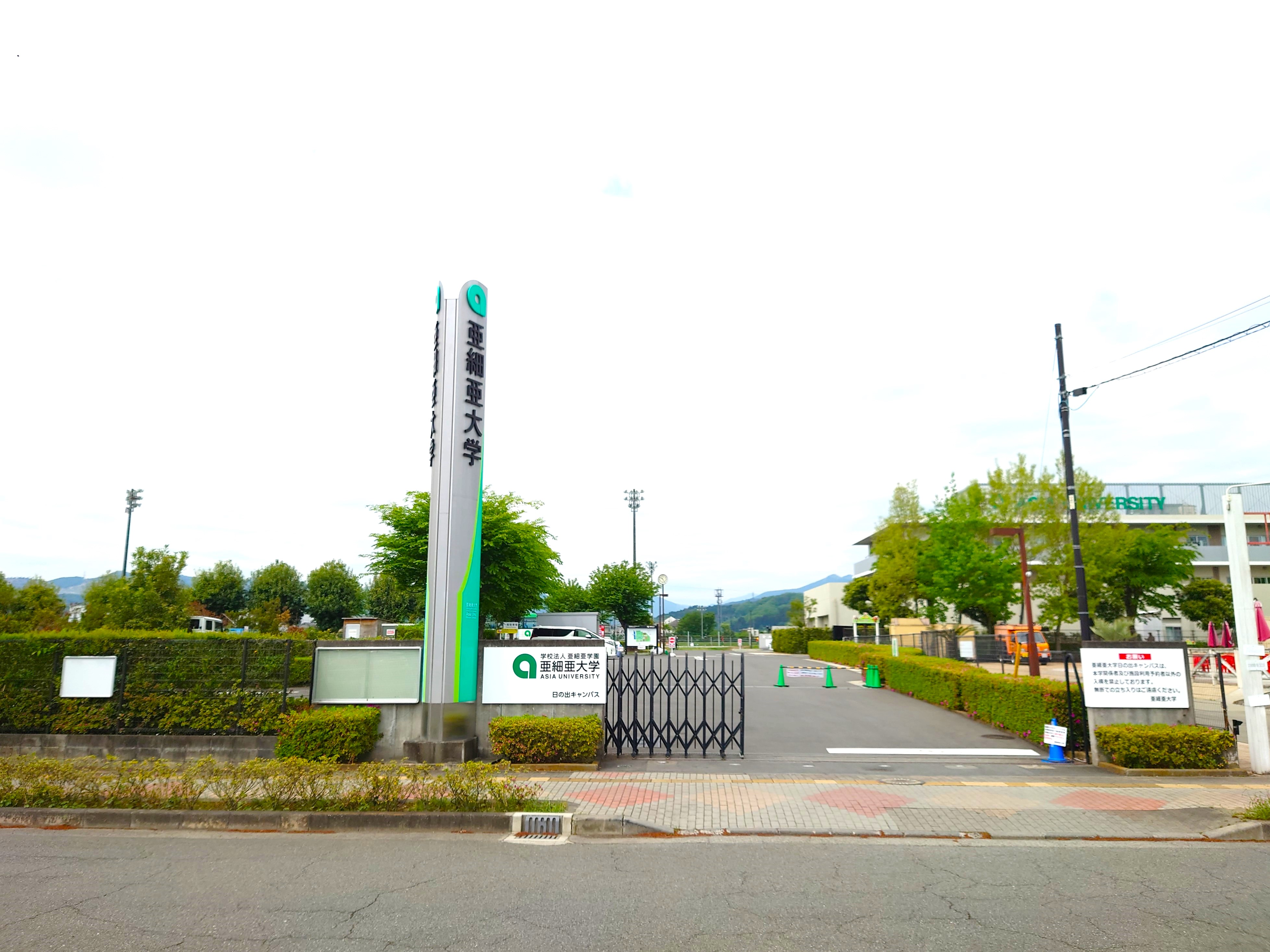
日の出キャンパス

旧制興亜専門学校を前身とする大学である。戦後、日本経済専門学校、日本経済短期大学を経て亜細亜大学となった。初代学長兼理事長には、終戦時の文部大臣だった太田耕造が就任した。その後、理事長に就任した東急の創業者・五島慶太の経営協力の下で組織整備などがなされてきた。
五島慶太の没後は、後継者の五島昇が就任した。その後は、元伊藤忠商事会長瀬島龍三を経て、東急グループ代表・清水仁に引き継がれ、、その後も同じく東急グループ代表越村敏昭が理事長に就任。現在は元東急グループ副社長の巴政雄が理事長に、同グループ代表の野本弘文が会長に就任している。
理事会には東急グループの出身者がおり、東急も亜細亜大学をグループの一員として位置付けている。ただ、大学の教学組織の独立性は保たれており、理事会の教学への介入・干渉はないとされる。
学長は、しばらく東京大学出身者が続いていたが、その後私学出身者に移っている。現在の永綱憲悟学長は東京大学出身である。現在の教員は特定の大学に偏っていないが、アメリカ等の外国大学で学位をとった教員もおり、外国人教員も増えている。

### 建学の精神
建学の精神は「自助協力」。建学精神の「自助」とは、一人ひとりが自らの内面を深く見つめ、自分自身のしっかりとしたアイデンティティを確立し、自らの力でそれぞれの道を切り拓くこと。さらに「協力の花は自助の根から」とし、真の協力関係とは自立した人間同士の協力関係であると書かれている。
「自助協力」は初代学長太田耕造の思想である。太田は15才で洗礼を受けたプロテスタント系のキリスト教徒であり、プロテスタンティズムの自主自立の精神の影響があったと言われている。太田のキリスト教は、新渡戸稲造や内村鑑三たちの武士道キリスト教に近いものだったとされる。亜細亜大学自体はキリスト教系の大学ではないが、キリスト教精神に由来する大学とも言える。
なお、学内には第2次世界大戦に出征して戦死した学生の御霊を祀る興亜神社があるが、宗教色のある大学ではない。

## 学風および特色
衞藤瀋吉の学長時代（1987 - 1995年）に一芸一能入試など独自の入試スタイルや語学留学プログラム、スチューデントカンパニー・プログラムなど、日本の大学としては初めてとなる入試制度や教育プログラム、テレビコマーシャル（CM）を実施したことがある。
AUAP・AUGP・AUEP・AUCP（後述）などの留学プログラムがある。大学では14か国語の外国語授業を開講しており、アジア地域を中心に、中東や欧米など世界各地域の言語を学ぶことができ、外国語専門の学部を持つ大学を除けば、屈指のものである。モンゴル語やヒンディー語など他大学にあまり見られない言語の教育も50年以上の長い歴史がある。
社会科学系大学としては、女子学生の比率が高い大学として知られている。短期大学部が廃止された現在でも女子学生は多い。学生自治組織である学友会においても、中央執行委員長、学内副委員長、学外副委員長、体育祭実行委員長などのポストを女子が占めるなど、女子学生の活躍が目立つ。
「自助協力」の建学の精神に基づき、学生の主体的な学びを促し、創造力と実行力を育むことを特徴している。国際社会に貢献できる人材育成を目指し、多様化する世界の中で相互理解と調和を重視している。また、幅広い教養と深い専門性を身につける教育を提供し、少人数授業や海外留学など、様々な学習機会を提供している。
2023年には経営学部にデータサイエンス学科が設立された。この学科はプログラミングなどを主に行う学科であり、豊富な就職実績がある。

## 沿革
（沿革節の主要な出典は公式サイト）
- 1940年（昭和15年） - 東京府北多摩郡武蔵野町境字上水南1243番地、他所在3960坪（現在地）の土地賃貸借契約成立（1967年買収）（地主 高橋次平・尚敏、借主 菊池武夫・岩田愛之助、代理人 藤原繁）。
- 1941年（昭和15年） - 財団法人興亜協会設立。旧制興亜専門学校開校。第一部（満蒙支科）・第二部（南方科）・第三部（内地科）を設置。
- 1945年（昭和20年） - 第二次世界大戦の終結に伴い日本経済専門学校へ改称。
- 1950年（昭和25年） - 同専門学校を日本経済短期大学へ改組。経営科第一部・第二部、貿易科第一部・第二部を設置。
- 1951年（昭和26年） - 運営法人を学校法人に改組。法人名を猶興学園と改称。
- 1954年（昭和29年） - 法人名を亜細亜学園と改称。日本経済短期大学附属中国留学生部を開設。
- 1955年（昭和30年） - 日本経済短期大学経営科第一部および貿易科第一部・第二部を亜細亜大学へ改組（形式的には日本経済短期大学経営科第一部、貿易科第一部、第二部を廃止して亜細亜大学を設置）・商学部商学科を開設。
- 1957年（昭和32年） - 日本経済短期大学経営科を再度設置。
- 1962年（昭和37年） - 留学生別科を開設（留学生部を改組）。
- 1964年（昭和39年） - 経済学部経済学科を開設。教養部を設置。
- 1966年（昭和41年） - 法学部法律学科を開設。
- 1970年（昭和45年） - 商学部商学科を改組し、経営学部経営学科を開設。日本経済短期大学経営科第二部を廃止。
- 1974年（昭和49年） - 経営・経済・法の各学部に大学院修士課程を設置。
- 1976年（昭和51年） - 経営・経済・法の各学部に大学院博士課程を設置。経済学部に国際関係学科を併設。
- 1986年（昭和61年） - 日本経済短期大学経営科に経営管理専攻と経営情報処理専攻を開設。
- 1989年（平成元年） - 亜細亜大学アメリカプログラム（略称：AUAP）開始（前年には実験的にこれを実施した）。
- 1990年（平成02年） - 国際関係学部国際関係学科を開設。
- 1993年（平成05年） - 日本経済短期大学を亜細亜大学短期大学部と改称。
- 1995年（平成07年） - 経済学部国際関係学科を廃止。
- 2001年（平成13年） - 教養部を廃止。
- 2004年（平成16年） - 短期大学部経営科の経営管理専攻と経営情報処理専攻を廃止。経営学部経営学科にホスピタリティ専攻を開設、亜細亜大学にアジア夢カレッジ（キャリア開発中国プログラム）を開設。
- 2006年（平成18年） - 大学院経営学研究科（博士前期課程）を改編し、アジア・国際経営戦略研究科（修士課程）を開設。
- 2007年（平成19年） - 亜細亜大学アメリカプログラム（略称：AUAP）参加学生数が1万人を突破。
- 2008年（平成20年） - アジア・国際経営戦略研究科を博士課程前期・後期に改編。
- 2009年（平成21年） - 経営学部ホスピタリティ・マネジメント学科を開設。
- 2011年（平成22年） - 建学七十周年を迎えた。
- 2012年（平成24年） - 国際関係学部多文化コミュニケーション学科を開設。
- 2013年（平成25年） - 短期大学部現代タウンビジネス学科を開設。
- 2014年（平成26年） - 経営学部経営学科のホスピタリティ専攻を廃止。大学院経営学研究科を廃止。
- 2016年（平成28年） - 都市創造学部都市創造学科を開設（令和7年度より募集停止[9]）。
- 2017年（平成29年） - 短期大学部を廃止。
- 2019年（令和元年） - 亜細亜大学アジアンスタディーズプログラム（略称：AUASP）を開設。
- 2020年（令和02年） - 副専攻制度を導入し、データサイエンス副専攻、スポーツ科学副専攻を開設。
- 2023年（令和05年） - 経営学部データサイエンス学科を開設。
- 2025年（令和07年） - 社会学部現代社会学科を開設。
- 2026年（令和08年） - 健康スポーツ科学部健康スポーツ科学科を開設予定。

## 基礎データ

### 所在地
- 武蔵野キャンパス（東京都武蔵野市境5丁目8番）
- 日の出キャンパス（東京都西多摩郡日の出町大字平井1466）

## 教育および研究

### 学部
- 経営学部
  - 経営学科
  - ホスピタリティ・マネジメント学科
  - データサイエンス学科
- 経済学部
  - 経済学科
- 法学部
  - 法律学科
- 国際関係学部
  - 多文化コミュニケーション学科
- 都市創造学部
  - 都市創造学科（2025年度より募集停止）
- 社会学部
  - 現代社会学科（2025年4月開設）
- 健康スポーツ科学部
  - 健康スポーツ科学科（2026年4月開設予定）

### 大学院
- アジア・国際経営戦略研究科
  - 博士前期課程・博士後期課程
  - 授与学位　修士（経営学）博士（経営学）
- 経済学研究科
  - 博士前期課程・博士後期課程
  - 授与学位　修士（経済学）博士（経済学）
- 法学研究科
  - 博士前期課程・博士後期課程
  - 授与学位　修士（法学）博士（法学）

### 別科
- 留学生別科

亜細亜大学への進学を目ざす留学生が、準備段階として主に日本語と日本事情を1年間学修するコース。日本語を日本語で教えるダイレクトメソッドの教授法をとっている。
卒業後は必ずしも亜細亜大学へ進学する必要はないが。亜細亜大学学部、亜細亜大学大学院への推薦入学制度がある。他大学への進学先としては、最近では青山学院大学大学院、広島大学大学院、順天堂大学大学院などへの進学実績がある。

### 教育

#### 留学プログラム
亜細亜大学では、以下のような留学プログラムが存在する。
- 亜細亜大学アメリカプログラム（Asia University America Program：AUAP）

5か月間の米国大量留学プログラムであり、この大学を代表する留学プログラムである。1988年に実験的に行われ、翌1989年から本格的に実施され現在に至る。
このプログラムでは、アメリカ合衆国ワシントン州にあるセントラル・ワシントン大学、イースタン・ワシントン大学、ウエスタン・ワシントン大学のいずれかに派遣される。また、2009年度以降にアリゾナ州立大学、サンディエゴ州立大学、ユタ大学、ニューヨーク州立大学オールバニ校（現地既設プログラムに参加／ホームステイ）が加わり、同大学の希望者は選考を経た上で派遣されることとなった（派遣されるのは十数名程度）。高齢者施設でのボランティアや日本文化を紹介するイベント、小学校訪問、現地企業への訪問などのアクティビティが組まれており、単なる語学留学ではない。学生は、原則アメリカ人学生または留学生のルームメートと2人部屋で寮生活をする。
留学生の場合はビザ等の許可が下りた場合のみ参加可能である。希望者は原則として全員参加することができる。国際関係学部国際関係学科では2年次後期（Cycle 2、例年9月-2月）に、経営学部経営学科、経済学部、法学部、国際関係学部多文化コミュニケーション学科は1年次後期から2年次前期（Cycle 1例年2月-7月）にかけて留学する。
このプログラムに参加した学生は、現地で16単位を卒業単位として修得することができる。
なお、経営学部ホスピタリティ・マネジメント学科、都市創造学部、アジア夢カレッジに所属する学生は参加できない。
- 亜細亜大学グローバルプログラム（Asia University Global Program：AUGP）

春ないし夏の長期休暇中に2週間から2か月間行われる短期留学プログラム。アイルランド・アメリカ・イギリス・インド・インドネシア・オーストラリア・カナダ・韓国・スペイン・中国・ドイツ・ニュージーランド・フランス・マレーシア・ロシアの合計15か国から選べ、希望者は原則として誰でも参加できる。
このプログラムに参加した学生は、現地で卒業単位を習得することができる。但し、規定人数に達しなかった場合やその他該当国・地域の情勢等によって中止されることもある。
- 亜細亜大学交換・派遣留学生プログラム（Asia University Exchange Program：AUEP）

約1年間の交換留学プログラムである。AUAPやAUGPとは異なり、所定の条件などがあり、選抜試験を行う。派遣先国及び地域は、アメリカ・インド・インドネシア・韓国・シンガポール・スロバキア・タイ・台湾・中国・ニュージーランド・香港・マレーシア・モンゴルである。
このプログラムを利用して留学する学生は、派遣先大学によって亜細亜大学または派遣先大学あるいはその両方から生活費やその他補助費が給付される。このプログラムに利用して留学する期間は休学扱いとなるため、標準の4年を超えて5年以上大学に在籍することになる。
- AUCP（Asia University China Program）

「アジア夢カレッジ－キャリア開発中国プログラム」に所属する学生を対象とした約半年間の中国留学プログラム。4か月間の語学留学に加え、8週間のインターンシップが行われる。
アジア夢カレッジは経営学部経営学科、経済学部、法学部、国際関係学部の学生が参加でき、入学直後に選抜試験を行う。
- Asia University Asian Studies Program（AUASP）

マレーシアのクアラルンプールにあるUCSI大学で英語とアジアの文化や経済の動向を学ぶ留学プログラムである。授業はすべて英語で行われる。2年次の春学期、または秋学期の5か月間留学する。選考試験に合格する必要がある。

##### 留学生
亜細亜大学には230人を超える留学生が在籍しており、アジア諸国からの学生が大半を占めるが、その中でも中国をはじめとする中国語圏から来た学生が特に割合が高い。今日の日本国内の他大学においても中国人留学生の割合が高いが、亜細亜大学では中国の大連外国語大学から毎年40人以上の多くの学生を3年次からの編入生として受け入れていることも挙げられる。6500人の学生総数に占める留学生の比率は高くなく、基本的に日本人学生中心の大学と言える。

#### 在外公館派遣制度
上記のプログラム以外に外務省の在外公館派遣制度などでも「留学」の身分が与えられることがある。

##### STEM教育
データサイエンス学科やデータサイエンス副専攻制度があり、基礎科目としてデータサイエンスの基礎を学ぶ科目がある。全学共通科目として、情報についての基礎知識や生物、宇宙、数学などを学ぶ科目などがある。STEM:科学（Science）、技術（Technology）、工学（Engineering）、数学（Mathematics）も重視し、文理融合をいっそう進めるとされる。

##### スポーツ科学教育
スポーツ科学副専攻制度があり、競技力向上という目的だけではなく、スポーツを専門的な視点から捉え、スポーツの楽しみ方を模索するものである。メンタル、スキル・戦術、フィジカル、キャリアの4領域を学ぶ。

##### 教職課程
経営学部経営学科では中学校（社会）、高等学校（公民・商業）、経済学部経済学科と法学部法律学科では中学校（社会）、高等学校（公民）、国際関係学部国際関係学科では中学校（社会・英語）、高等学校（公民・英語）の教員免許状を取得できる。学校図書館に配属される司書教諭の資格も取得できる。

##### 図書館学課程
所定の科目を履修することにより図書館司書の資格を取得できる。すべての学部学生が対象である。

##### 社会教育主事課程
所定の単位を修得した人には修了証が交付され、「社会教育士」の称号が交付される。すべての学部学生が対象である。

## 学生生活

### 出会いの広場
「出会いの広場」とは、入学して数日後に行われる新入生オリエンテーションである。伊東（コロナ禍前までは鬼怒川）で法学部、国際関係学部、社会学部（2024年度までは都市創造学部）が2泊3日、経済学部が1泊2日の合宿研修を行う。経営学部は学内で3日間実施する。この目的は、新入生同士や上級生・教員と交流し、大学生活での不安を解消させることや、建学精神や歴史、同行する先輩学生である補助学生の経験談を通して学生生活の意義について学び、新たな学生生活が円滑にスタートできるようにすることを目的としている。

### 部活動・クラブ活動・サークル活動
各団体は学友会諸団体、学術文化連合会、体育会、届出団体に分かれ、亜細亜大学で活動する団体はいずれかに属さなければならない。
- 学友会諸団体
  - 中央執行委員会をはじめとして、19の団体から構成されている。
- 学術文化連合会（通称：文連）
  - 文化系団体の連合体であり、27団体（2019年4月現在）が所属している。
- 体育会
  - 硬式野球部、陸上競技部、テニス部など、体育系の29団体（2019年4月）が所属している。

### 学園祭・学生イベント
- 学園祭は「アジア祭」と呼ばれ、毎年11月上旬に3日間程行われる。
- 体育祭と県人会連合会による「県人祭」が5月、学術文化連合会による「文連祭」が6月に毎年それぞれ行われている。体育祭を除くいずれの祭りも、お笑い芸人によるゲストライブなどがあり、アジア祭においてはアーティストによるコンサートも開催される。

### スポーツ
- 硬式野球部は、東都大学野球連盟に加盟している。東都大学野球リーグで歴代2位タイとなる通算27回の優勝実績がある（2024年現在）。また、多くのプロ野球選手を輩出し、日本プロ野球の主要な潮流の1つを形成する大学野球部として有名である[11]。
- 陸上競技部は、岡田正裕の指導により第82回箱根駅伝（2006年）で初の総合優勝を果たし、史上14校目の優勝校となった。しかし、2007年3月に箱根駅伝優勝に導いた岡田監督が退任し、その後短期間でコロコロ監督が変わり指導体制が混乱したことや、上武大学や創価大学、東京国際大学といった新鋭校の台頭の影響により、第86回大会（2010年）を最後に本戦出場から遠ざかっている。
- 男子バレーボール部は、全日本インカレ準優勝2回（94・95年）、東日本インカレ優勝1回（95年）・準優勝1回（93年）の戦績がある。
- 硬式庭球部・アジア女子ローンテニス部は、関東1部リーグに所属。年に一度世界大会「Futures」を主催している[12]。監督、コーチ共に元プロテニスプレイヤー。
- セパタクロー部は、日本国内では数少ない大学の運動部である。

### 文化系
- 吹奏楽団は、全日本吹奏楽コンクールに通算10回出場し、金賞7回、銀賞2回（失格1回）の実績がある（2021年現在）。
- ガムラン研究会は、亜細亜大学を代表するサークルの一つである。亜細亜大学のガムランはバリ式であり、当時客員教授であった皆川厚一氏によって創設された。また、ガムラン研究会からは音楽ユニット「滞空時間」主催である 川村亘平斎や同メンバーのHAMAなどが卒業生として活躍している。

### 学生歌
第1学生歌と第2学生歌がある。第1学生歌が、事実上の校歌である。
自助と協力を掲げる若者がアジアの勃興と日本民族の団結、平和を歌うものである。義務ではないが各種式典、スポーツ試合の応援、卒業生の会合などで歌う。

## 大学関係者と組織

### 大学関係者組織
- 亜細亜大学の同窓会は、「青々会」と称して、国内65の地域支部組織のほか、台湾、香港、タイ、韓国、マレーシア、中国、インドネシアなど、海外にも支部組織が広がっている。
- 卒業生数は約9万人。

## 施設

### 武蔵野キャンパス
- 使用学部：全学部
- 使用研究科：全研究科
- 使用附属施設：
- 敷地面積：47,812.30㎡
- 交通アクセス
  - 武蔵境駅北口から徒歩12分、または「武蔵境駅北口」からコミュニティバス（ムーバス）の「境西循環」または「境・東小金井線」で、「亜細亜大学南門（境5丁目）」または、「亜細亜大学南門」下車、小田急バス「桜堤上水端行（団地入口経由）」で「亜細亜大学北」下車、徒歩1分

### 日の出キャンパス
- 使用学部：
- 使用研究科：
- 使用附属施設：グラウンドなどを始めとした施設があり、体育施設が主となるキャンパスである。一部授業も行われる。
- 敷地面積：74,812.30㎡
- 交通アクセス
  - 武蔵引田駅から徒歩10分

## 対外関係

### 他大学との協定
- 武蔵野地域5大学単位互換制度
  - 成蹊大学、東京女子大学、日本獣医生命科学大学、武蔵野大学と単位互換協定を結んでおり、各大学で提供されている科目を卒業単位として履修できる。

### 日本国外

#### 留学協定締結校
- セントラルワシントン大学（アメリカ）[13]
- イースタンワシントン大学（アメリカ）[13]
- ウェスタンワシントン大学（アメリカ）[13]
- サンディエゴ州立大学（アメリカ）[14]
- ユタ大学（アメリカ）[14]
- アリゾナ州立大学（アメリカ）[14]
- ポートランド州立大学（アメリカオレゴン州）[15]
- ニューヨーク州立大学オールバニ校（アメリカ）[14]
- 北京師範大学（[中国）[16]
- 慶煕大学校（韓国）[17]
- 東西大学校（韓国）[18]
- 東北財経大学（中国）[18]
- 華東師範大学（中国）[18]
- 上海外国語大学（中国）[18]
- アラ・インスティテュート・オブカンタベリー（ニュージーランド、クライストチャーチ）[17]
- マニトバ大学（カナダ）[15]
- リーズ大学（イギリス）[15]
- モンゴル国立教育大学（モンゴル）[18]
- リムレック大学（アイルランド）[15]
- ボイジー州立大学（アメリカ　アイダホ州）[18]
- タスマニア大学（オーストラリア）[15]
- ティラク・マハーラーシュトラ大学（インド）[17]
- アル・アズハラ大学（インドネシア）[15]
- サラマンカ大学（スペイン）[15]
- サンクトペテルブルク国立大学（ロシア）[15]
- 香港中文大学新亜書院（香港）[18]
- 新疆財経大学（中国）[18]
- 大連外国語大学（中国）[19]
- 淡江大学（台湾）[18]
- 靜宜大学(台湾)[18]
- シンガポール国立大学（シンガポール）[18]
- マテイベル大学（スロバキア）[18]
- インドネシア大学（インドネシア）[18]
- シーナカリンウィロート大学（タイ）[18]
- マラヤ大学（マレーシア）[18]
- フライブルグ大学（ドイツ）[15]
- ブルゴーニュ大学（フランス）[15]
- UCSI大学（マレーシア）[20][21]

### 関係校
直接的な系列校ではないが、学校法人五島育英会が設置している東京都市大学（旧・武蔵工業大学）があり、亜細亜大学の理事長や東急グループ関係者が関わったことで関係がある。
東京都市大学と亜細亜大学は、同じ東急グループに位置づけられており、包括連携協定が締結されている。